# مت مک‌گرا
مت مک‌گرا (انگلیسی: Matt McGrath; ۲۸ دسامبر ۱۸۷۵ – ۲۹ ژانویهٔ ۱۹۴۱) پرتاب‌گر چکش اهل ایالات متحده آمریکا بود.
وی در مسابقات کشوری و بین‌المللی در مجموع برندهٔ ۱ مدال طلا، ۲ مدال نقره شده‌است.